# Ignatas Konovalovas
Ignatas Konovalovas (Panevėžys, Lituânia, 8 de dezembro de 1985) é um ciclista profissional lituano. Atualmente corre para a equipa francesa o Groupama-FDJ.

## História
Estreiou como profissional no ano 2008 de mão da equipa francês Crédit Agricole. Depois no 2016 correu na equipa francesa Team Marseille 13-KTM. Atualmente corre na equipa Groupama-FDJ.
Até a data sua vitória mais destacada conseguiu-a no Giro d'Italia de 2009, ao vencer na última etapa da prova com início e final em Roma. A etapa foi uma contrarrelógio individual de 15 km e impôs-se a Bradley Wiggins num segundo, ficando em terceira posição Edvald Boasson Hagen.

## Palmarés
| - 2005 - 3.º no Campeonato da Lituânia Contrarrelógio - 2006 (como amador) - 2.º no Campeonato da Lituânia em Estrada - Campeonato da Lituânia Contrarrelógio - Ronde d'Isard, mais 1 etapa - 2007 - 2.º no Campeonato da Lituânia em Estrada - 2.º no Campeonato da Lituânia Contrarrelógio - 2008 - 1 etapa do Volta ao Luxemburgo - Campeonato da Lituânia Contrarrelógio - 2009 - Giro do Mendrisiotto - 1 etapa no Giro d'Italia - Campeonato da Lituânia Contrarrelógio - 2010 - Campeonato da Lituânia Contrarrelógio - 2012 - 2.º no Campeonato da Lituânia Contrarrelógio | - 2013 - Campeonato da Lituânia Contrarrelógio - 2.º no Campeonato da Lituânia em Estrada - 2014 - 2.º no Campeonato da Lituânia Contrarrelógio - 3.º no Campeonato da Lituânia em Estrada - 2015 - Quatro Dias de Dunquerque - 3.º no Campeonato da Lituânia Contrarrelógio - 2016 - Campeonato da Lituânia Contrarrelógio - 2017 - 1 etapa dos Quatro Dias de Dunquerque - Campeonato da Lituânia Contrarrelógio - Campeonato da Lituânia em Estrada - 2021 - Campeonato da Lituânia em Estrada |

## Resultados em Grandes Voltas e Campeonatos do Mundo
Durante a sua carreira desportiva tem conseguido os seguintes postos nas Grandes Voltas e nos Campeonatos do Mundo em estrada:
| Corrida                | Corrida                | 2008 | 2009 | 2010  | 2011  | 2012 | 2013 | 2014 | 2015 | 2016  | 2017  | 2018 | 2019 | 2020  | 2021 |
| ---------------------- | ---------------------- | ---- | ---- | ----- | ----- | ---- | ---- | ---- | ---- | ----- | ----- | ---- | ---- | ----- | ---- |
|                        | Giro d'Italia          | —    | 90.º | 106.º | 102.º | —    | —    | —    | —    | 134.º | —     | —    | Ab.  | 124.º | —    |
|                        | Tour de France         | —    | —    | 127.º | —     | —    | —    | —    | —    | —     | F. c. | —    | —    | —     | Ab.  |
|                        | Volta a Espanha        | —    | Ab.  | —     | Ab.   | —    | —    | —    | —    | —     | —     | —    | —    | —     | —    |
| Mundial em Estrada     | Mundial em Estrada     | Ab.  | 30.º | 89.º  | 67.º  | —    | 22.º | Ab.  | —    | —     | 102.º | Ab.  | —    | —     | —    |
| Mundial Contrarrelógio | Mundial Contrarrelógio | 37.º | 8.º  | 12.º  | 28.º  | —    | 32.º | 39.º | —    | —     | 20.º  | 43.º | —    | —     | —    |

—: não participa

F. c.: desclassificado por "fora de controle"

Ab.: abandono

## Equipas
- Crédit Agricole (2007[5]-2008)
- Cervélo Test Team (2009-2010)
- Movistar Team (2011-2012)
- MTN Qhubeka (2013-2014)
- Team Marseille 13-KTM (2015)
- FDJ (2016-)
  - FDJ (2016-2018)
  - Groupama-FDJ (2018-)